# 어머니는 죽지 않는다
"어머니는 죽지 않는다"는 2007년에 개봉한 대한민국의 영화이다.

## 캐스팅
- 한혜숙 : 어머니 역
- 하명중 : 노년 최호 역
- 하상원 : 청년 최호 역
- 박하선 : 지혜 역
- 배시운 : 유년 최호 역
- 김승욱 : 소년 최호 역
- 오유진 : 유정 역
- 정세형 : 최필 역
- 홍성수 : 호의 아빠 역
- 노민우 : 소년 최필 역
- 손현호 : 청년 최필 역
- 이슬 : 소녀 최숙 역
- 현서 : 최숙 역
- 김미영 : 최필의 여자 역
- 권오현 : 삐에로 / 신문배달원 역
- 김동철 : 간부 1 역
- 김정익 : 간부 2 역
- 강애심 : 비구니 역
- 이숙 : 접수대 아줌마 역
- 채시현 : 실버타운 간호사 역
- 이미애 : 미용사 역
- 윤미영 : 아낙 1 역
- 우진식 : 아낙 2 역
- 임은연 : 목욕탕 아이 엄마 역
- 박소희 : 목욕탕 아이 역
- 조영민 : 여선생 역
- 이영은 : 치매병동 간호사 역
- 이충훈 : 현장의 남자 역
- 이정은 : 최호 짝 역
- 안성현 : 호의 친구 역
- 임지은 : 지혜 친구 1 역
- 이현지 : 지혜 친구 2 역
- 김민범 : 택시 기사 역
- 안옥경 : 리포터 역
- 신승리 : 리포터 역
- 성문규 : 뉴스 앵커 역
- 이대근 (특별출연)
- 최주봉 (특별출연)